# IC 533
IC 533 ist eine Spiralgalaxie mit ausgedehnten Sternentstehungsgebieten vom Hubble-Typ S im Sternbild Wasserschlange südlich des Himmelsäquators. Sie ist schätzungsweise 249 Millionen Lichtjahre von der Milchstraße entfernt und hat einen Durchmesser von etwa 75.000 Lj. 

Im selben Himmelsareal befindet sich u. a. die Galaxie NGC 2850.
Das Objekt wurde am 18. Februar 1893 vom französischen Astronomen Stéphane Javelle entdeckt.